# Curt Liljenström
Curt Erik Robert Liljenström, född 29 november 1922 i Maria Magdalena församling i Stockholm, död 31 oktober 2006 i Eskilstuna Fors församling i Södermanlands län, var en svensk ekonom och lärare.
Curt Liljenström var son till läkaren Robert Liljenström och Ingeborg Eriksson (omgift Rosander). Efter studentexamen i Falun 1942 och examen från Örebro handelsgymnasium 1946 avlade han civilekonomexamen från Handelshögskolan vid Göteborgs universitet 1952. Han blev revisorsassistent vid Dahlgrens revisionsbyrå AB 1950, ämneslärare vid Kalmar handelsinstitut 1951, adjunkt vid Eskilstuna stads handelsgymnasium och Eskilstuna praktiska realskola 1952–1958 och lektor vid Eskilstuna stads handelsgymnasium från 1958. Han drev också egen bokföringsbyrå 1953–1954.
Han var från 1952 gift med Inger von Essen (född 1926), dotter till friherre Rune von Essen och Ruth Magnét. Tillsammans fick de barnen Eva (född 1953), Hans (född 1956) och Gunnar (1958–1963). Sonen Hans Liljenström blev biofysiker och professor samt far till Gabriel Liljenström.
Curt Liljenström är begravd på S:t Eskils kyrkogård i Eskilstuna.